# 丸太乗り
丸太乗り（まるたのり）は、水に浮かべた丸太に乗り、水面に落下するまでの時間や丸太を操る技などを競う競技、技法。バランスを取るために竿が用いられることがある。かつては木材流送や貯木場で木材を操る技として発達してきたが、木材の輸送体系が変化して実用性はほぼ消滅。木材産業が盛んな地域の伝統行事、祭事などで見られるようになっている。

## 日本各地の丸太乗り
- 伊香保温泉丸太乗り大会 - 群馬県渋川市
- 名古屋港筏師一本乗り - 愛知県名古屋市（名古屋市の無形民俗文化財）
- 庄川水まつり流木乗り選手権 - 富山県砺波市
- 木頭杉一本乗り - 徳島県木頭村

## アメリカの丸太乗り
アメリカ合衆国ではスポーツ競技の一つとなっており、丸太の規格など様々なルールが整備されている。1965年8月1日、ウィスコンシン州ヘイワードで行われた第40回ログローリング世界選手権大会では、名古屋港筏株式会社から2名の社員が出場し、曲乗り部門で優勝したことが記録されている。